# Bjergtropper
Bjergtropper er militære styrker der er specialiseret i krigsførelse i bjergområder. Krigsførelse i bjergområder er risikofyldt, idet der ikke kun kæmpes mod fjenden, men også mod ekstrem kulde og utilgængelige højder.

## Enheder efter land
- Argentina: Cazadores de Montaña
- Chile: Infantería de Montaña
- Frankrig: Chasseurs Alpins
- Italien: Alpini
- Polen: Strzelcy podhalańscy
- Rumænien: Vânători de Munte
- Spanien: Cazadores de Montaña
- Schweitz: Gebirgsjäger
- Tyskland: Gebirgsjäger
- USA: 10th Mountain Division
- Østrig: Gebirgsjäger